# Skydive
Skydive è la disciplina del paracadutismo praticata come attività sportiva, in contrapposizione all'attività esercitata da un paracadutista militare. 
Negli ultimi anni, il paracadutismo sportivo ha avuto una evoluzione tale da poter permettere la nascita e il perfezionamento di varie discipline (acrobatico, freefly, relative work, sky surf, canopy piloting, vertical relative work, free style, style and accuracy, Speed Skydiving ecc.). Viene praticato in zone denominate drop-zone. Questi luoghi solitamente sono all'interno di medio-piccoli aeroporti per lo più privati. 
Il materiale utilizzato per un lancio paracadutistico di tipo sportivo è definito "tutto dietro", a differenza dei lanci vincolati militari, in quanto l'emergenza non è più ventrale ma posta sopra il paracadute principale all'interno di un unico "contenitore, detto imbrago, posto sulla schiena.
Il tipico lancio di un paracadutista avviene nelle seguenti modalità: decollo e salita a circa 4200 metri, apertura della porta e lancio, caduta libera fino ai 1200/1000 m, apertura del paracadute a vela, atterraggio all'interno della DZ seguendo un preimpostato circuito di atterraggio. 
È possibile provare l'ebrezza di un lancio in caduta libera da 4200 metri semplicemente con un lancio definito tandem, in cui il neofita è fisicamente legato al suo istruttore mediante un'apposita imbracatura. Il materiale da lancio utilizzato è sempre un tutto dietro ma di dimensioni notevolmente maggiori. 
È inoltre possibile effettuare il corso AFF (accelerated free fall) che permette di potersi lanciare in completa autonomia dopo sette salti effettuati con l'aiuto di assistenti di caduta libera (jump master). Al termine del corso l'allievo paracadutista può effettuare i lanci presso una qualsiasi drop-zone sotto la supervisione dell'istruttore di paracadutismo presente in campo.

## Specialità
1. Stile (in inglese "Style", in francese "Voltige"). È la prima vera disciplina sportiva del paracadutismo moderno, ed è prettamente individuale. Consiste in un lancio da una quota di 2200 metri (approssimativamente 7000 piedi), con a disposizione circa una trentina di secondi di caduta libera. In questo frangente si deve eseguire una concatenazione di 6 evoluzioni, volteggi, nel minor tempo possibile che consistono in: un giro sull'orizzonte di 360 gradi, l'inversione di esso, una giravolta (looping) all'indietro e la ripetizione di questi. Per ogni lancio ci sono quattro combinazioni d'esecuzione che vengono sorteggiate in precedenza. Simultaneamente ogni concorrente viene ripreso da terra da una postazione video, e successivamente giudicato da una giuria. Detta giuria deve aggiungere delle frazioni di secondo di penalità al tempo effettivo di esecuzione, se ogni singola figura non viene effettuata correttamente nel beccheggio (pitch), rollio (roll) e giro di 360 gradi. Vince chi a fine gara, dopo più lanci, ha totalizzato un tempo totale inferiore.
2. Precisione in atterraggio, disciplina nata in concomitanza allo Stile ed anch'essa consiste in una prestazione individuale. I lanci avvengono da circa 1000 metri. L'obiettivo è di centrare in atterraggio con il tallone un bersaglio che, agli albori era un disco rosso di 10 cm di diametro, mutato poi in 5 cm e attualmente in 2 cm situato all'interno di un apparato elettronico che misura fino a 15 cm di errore dal centro. Vince la squadra o l'atleta che facendo la sommatoria dei lanci, totalizza un minor numero di centimetri di errore dal centro. In alcune gare la misura più alta di un round viene annullata. Le squadre sono composte da cinque persone e le categorie sono: femminile, master (oltre i 50 anni in Italia e i 45 nelle gare straniere), senior (dai 25 ai 45 o 50 anni) e junior (dai 18 ai 25 anni).
3. Combinata, ovvero la combinata delle due precedenti discipline. Vince l'atleta o la squadra che facendo la somma numerica della classifica di ogni singola disciplina totalizza un numero inferiore; ad es., chi è arrivato terzo in Stile e quarto in Precisione, vince su chi è arrivato primo in Stile e settimo in Precisione.
4. Paraski, nata dalla necessità di sviluppare il soccorso alpino. Consiste nella combinata di una gara di sci di slalom gigante, ed una gara di precisione in atterraggio in montagna, su piano e su pendio. Essendo una gara che combina due differenti discipline, la classifica viene stilata con metodi analoghi alla competizione citata precedentemente.
5. Formazioni in Caduta Libera (FCL), o Relative Work (RW). Nel lavoro relativo, squadre composte da due o più paracadutisti compongono durante la caduta libera più figure prefissate, seguendo dei criteri di velocità, precisione o stile a seconda delle categorie di gara. Solitamente vengono effettuate figure a quattro ed otto elementi.
6. Canopy Relative Work. Squadre di due o più paracadutisti s'impegnano dopo brevissima caduta (1 secondo o poco più) nel costituire formazioni a paracadute aperto, con prese di mani e piedi sulla velatura e sulle bretelle. Costituita una formazione a quattro il primo in alto molla le prese, e con varie metodiche ruota verso il basso e riaggancia la formazione (rotazione), oppure vengono costruite formazioni predeterminate (sequential); od ancora otto paracadutisti chiudono una formazione verticale nel più breve tempo possibile. Altamente spettacolare per la visibilità da terra, è tuttavia pericolosa per la possibilità di collisioni con avviluppo.

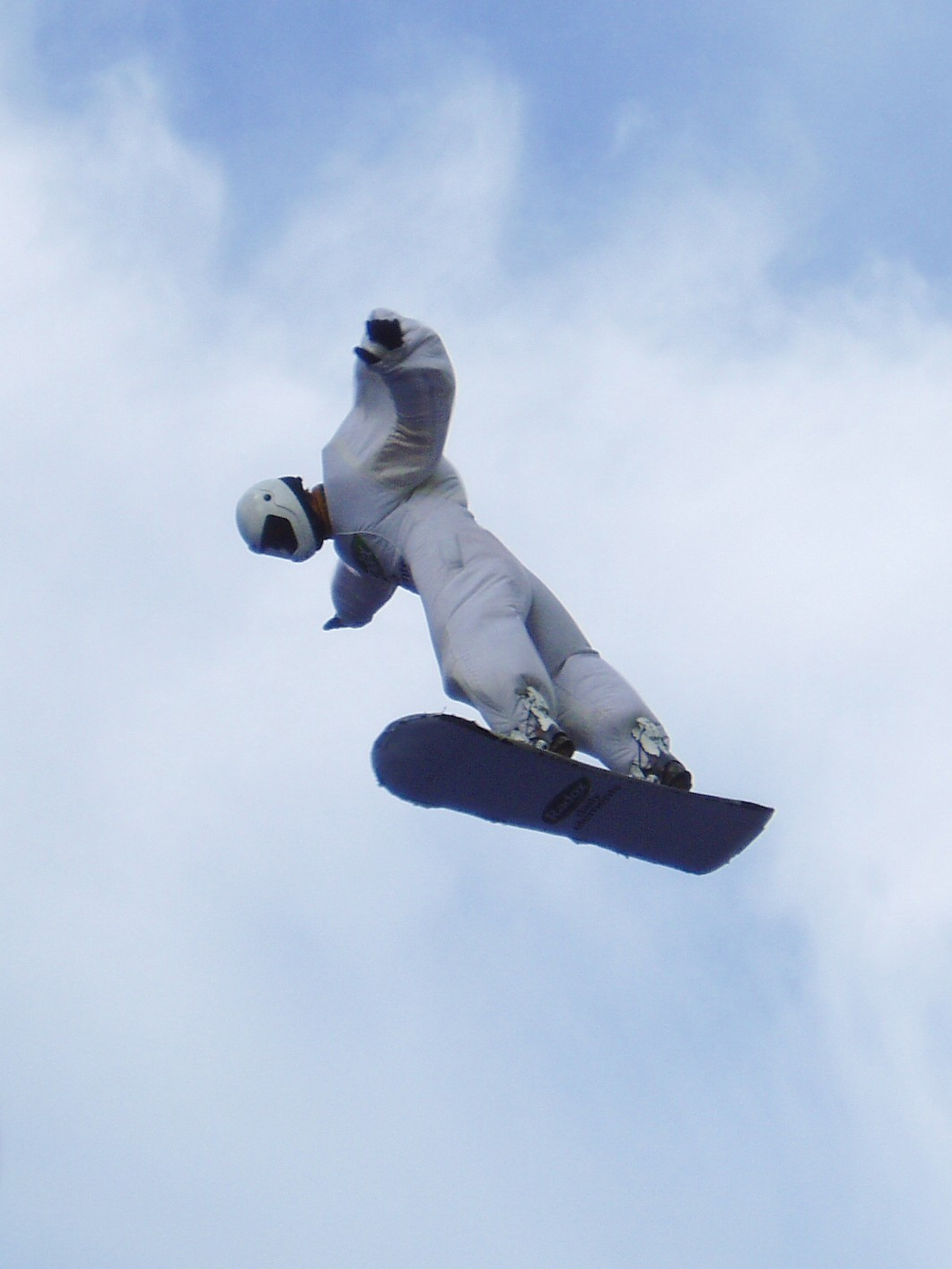
Skysurfing

7. Free Style. In questa disciplina i paracadutisti, durante la caduta libera, si esibiscono in figure a corpo libero che ricordano esercizi di danza o ginnastica artistica.
8. Skysurf. Disciplina resa celebre da Patrick de Gayardon, lo skysurf consiste nell'affrontare la caduta libera con una versione ridotta della tavola da snowboard agganciata stabilmente ai piedi. La tavola consente di 'scivolare' sull'aria traslando e girando su se stessi a grande velocità. La tavola viene poi sganciata immediatamente prima di atterrare.
9. Speed skydiving. È la pratica estrema del paracadutismo di velocità, dove l'atleta, con un lancio da quota ordinaria (4000 metri) o superiore, si pone in posizione verticale a testa in giù per raggiungere la massima velocità possibile (superiore ai 500 km/h) entro i 1700 metri di quota, dopo i quali si pone di nuovo in posizione orizzontale al fine di rallentare, per poi procedere all'apertura del paracadute.
10. Freefly. Nasce nel 1996, e diventa l'evoluzione del volo tridimensionale. le squadre sono composte da due elementi più il tecnico video, e volano insieme creando coreografie. Esistono anche squadre a quattro elementi più il tecnico video, che lavorano come una squadra di RW4 con figure obbligatorie.
11. Vertical Relative Work (VRW) o Vertical Formation Skydiving (VFS). È una disciplina piuttosto giovane che consiste nel costruire formazioni in caduta libera, durante le quali i performers mantengono posizioni verticali tipiche del freefly. Le squadre sono composte da 4 (VRW-4way) o 8 (VRW-8way) elementi, oltre ad un operatore video.
12. Canopy Piloting detto anche Swoop consiste nell'utilizzo di paracadute a profilo alare ad alte prestazioni per compiere atterraggi ad alta velocità e con lunghe flare. Esistono competizioni di Canopy Piloting suddivise in tre categorie: Speed, Accurancy e Free-Style. Nello speed si gareggia impiegando il minor tempo possibile ad attraversare due gate distanti 200 piedi, nell'Accurancy si valuta la precisione in atterraggio dopo essere passati in un percorso prestabilito, nel Free-Style si viene valutati per le acrobazie effettuate durante l'atterraggio.